# Kognitywistyka

Do powstania kognitywistyki przyczyniły się m.in. takie dyscypliny jak językoznawstwo, neurobiologia, sztuczna inteligencja, filozofia, antropologia i psychologia

Kognitywistyka – dziedzina nauki zajmująca się obserwacją i analizą działania zmysłów, mózgu i umysłu, w szczególności ich modelowaniem. Na jej określenie używane są też pojęcia: nauki kognitywne (ang. Cognitive Sciences)  bądź nauki o poznaniu.
Kognitywistyka jest nauką interdyscyplinarną, znajduje się na pograniczu wielu dziedzin: psychologii poznawczej, neurobiologii, filozofii umysłu, sztucznej inteligencji, lingwistyki oraz logiki i fizyki.
Główne obszary badawcze w obrębie tej dziedziny to reprezentacja wiedzy, język, uczenie się, myślenie, percepcja, świadomość, podejmowanie decyzji oraz inteligencja (tzw. inteligencja kognitywna).

## Historia
Konferencja MIT – 11 września 1956 roku (m.in. Claude E. Shannon, Allen Newell, Herbert A. Simon, Noam Chomsky, George Miller): „dzień, w którym kognitywistyka wyskoczyła z łona cybernetyki i stała się szanowanym, interdyscyplinarnym przedsięwzięciem realizowanym na swój własny rachunek” (George Miller, 1979).
Kognitywistyka jako samodzielna dziedzina nauki wyodrębniła się w 1975 roku w Stanach Zjednoczonych. W 1976 roku zaczęto wydawać kwartalnik „Cognitive Science”. Program badaczy kognitywistyki został przedstawiony w tym samym roku przez Allena Newella oraz Herberta Simona w artykule Informatyka jako badania empiryczne.
Pierwsza rewolucja wiedzy o poznaniu i powstanie psychologii empirycznej
- Thomas Hobbes – umysł jako kalkulator
- David Hume – próba stworzenia mechaniki umysłu (na wzór Newtonowskiej mechaniki klasycznej)
- powstanie psychofizyki (Wilhelm Wundt, Ernst Heinrich Weber, Gustav Fechner, Hermann von Helmholtz)
- behawioryzm (John Watson)

Druga rewolucja wiedzy o poznaniu i powstanie kognitywistyki
- powstanie dyscyplin obliczeniowych (lata 40. i 50. XX w.)
- powstanie i rozwój psychologii poznawczej (1956)
- dalszy rozwój neurobiologii i narodziny neuronauki
- rewolucja poznawcza w językoznawstwie (Noam Chomsky)

## Cele
Celami kognitywistyki są:
- wyjaśnienie procesów myślowych i modelowanie inteligencji,
- ich symulacja komputerowa,
- rozwój różnych mniej i bardziej „inteligentnych” urządzeń.

## Działy kognitywistyki

### Kognitywistyka symboliczna
Kognitywistyka symboliczna nie jest dobrze zdefiniowana w naukowej literaturze światowej i koncentruje się na
symbolicznym modelowaniu uświadamianych abstrakcyjnych funkcji myślowych uznawanych za takie same u wszystkich ludzi i dotyczy: samoświadomości (metakognitywistyka, ang. metacognition), kognitywnego podejmowania decyzji
(cognitive decision-making) i inteligencji socjo-kognitywistycznej/kognitywnej jako uniwersalnych własności jednostki, grupy, organizacji ludzkich i robotów.
Tego typu działalność naukowa prowadzi do rozwoju nowego podejścia integrującego paradygmaty teorii systemów, inżynierii, nauk społecznych i kognitywistyki, tzw. inżynierii socjokognitywistycznej (lub socio-kognitywistycznej) rozwijanej przez Adama Marię Gadomskiego w ramach meta-teorii TOGA.
Od strony zastosowanych technologii kognitywistyka symboliczna koncentruje się na rozbudowie tzw. baz wiedzy (KB – knowledge base) i budowie skomplikowanych Systemów Bazujących na Wiedzy (Knowledge Base System), które to realizują różne funkcje uważane za charakterystyczne dla systemów inteligentnych.
Jednym z ważnych, a nierozwiązanych jeszcze wystarczająco problemów kognitywistyki jest definicja świadomości, czyli zdolności syntezy i myślenia o własnym myśleniu.

### Kognitywistyka subsymboliczna
Kognitywistyka subsymboliczna bazuje głównie na wyjaśnianiu procesów myślowych w mózgu ludzkim opartych na własnościach sieci neuronowych. Coraz popularniejszym paradygmatem kognitywistyki subsymbolicznej staje się nauka, w której łączy się wzorce i modele pochodzące z tradycyjnych nauk o poznawaniu, psychologii, neurobiologii i wielu innych subdyscyplin nauk przyrodniczych.
Jednym z najbardziej znanych specjalistów w tej dziedzinie w Polsce jest Włodzisław Duch.